# Bommakkanahalli, Chitradurga
Bommakkanahalli là một làng thuộc tehsil Chitradurga, huyện Chitradurga, bang Karnataka, Ấn Độ.